# Радонич, Йован (историк)
Йован Радонич (серб. Јован Радонић; 28 января 1873, Мол, Банат — 25 ноября 1956, Белград) — сербский историк-медиевист, библиотекарь
, педагог, доктор философии, сенатор (1939), член Сербской академии наук и искусств (1909).

## Биография
Окончил философский факультет Венского университета, ученик К. Иречека и И. В. Ягича. Посещал курсы Карла Крумбахера.
В 1899—1905 годах работал библиотекарем Матицы сербской (Нови-Сад), с 1905 года преподавал в Белградском университете.
Участник Балканских и Первой мировой войн. В 1941 году подписал Обращение к сербскому народу.
С 1948 года — сотрудник института истории Сербской академии наук. славист и византист, посвятил свои исследования средневековой истории Балкан. Перевёл на сербский язык и дополнил труд К. Иречека «История сербов» («Историja срба», 1-4 т., Белград, 1922—1925, 2 изд., Белград, 1952).

## Избранные труды
- Grof Đorđe Branković i njegovo vreme (1911)
- Hrvati i Austro-Ugarska (Les Croates et l’Autriche-Hongrie, 1918)
- Banat (Le Banat, 1919)
- Bačka (La Batschka, 1919)
- Povijest ugarskih Srba (Histoire des Serbes de Hongrie, 1919)
- Izdao zbirku Dubrovačka akta i povelje (I—IX, 1934-51)
- Радонић, Јован (1950). Римска курија и јужнословенске земље од XVI до XIX века. Београд.
- Радонић, Јован (1954). «Рад на унији црногорског приморја у првој половини XVII века». Историски записи. 7 (10): 305—309.
- Zapadna Evropa i balkanski narodi prema Turcima (1905)